# 令人懷念的嫲嫲
《令人懷念的嫲嫲》，是一部哆啦A夢電影作品系列的附篇作品之一，首映於2000年3月11日，是哆啦A夢短篇電影系列第三部，改編自1979年哆啦A夢電視動畫《對老奶奶的回憶》（おばあちゃんのおもいで）和1986年的哆啦A夢系列電視動畫《我最愛奶奶》（おばあちゃん大好き）。該電影跟《大雄的太陽王傳說》同年上映。片長26分鐘。本電影未曾於中文使用地發行影音產品或上映，僅印行書籍。
《大雄的懷念奶奶》也是2000年第55屆日本每日電影獎獲獎的動畫電影。

## 登場聲優
| 角色           | 日本配音員 |
| -------------- | ---------- |
| 哆啦A夢        | 大山羨代   |
| 大雄           | 小原乃梨子 |
| 靜香           | 野村道子   |
| 小夫           | 肝付兼太   |
| 胖虎           | 立壁和也   |
| 大雄的媽媽     | 千千松幸子 |
| 大雄的奶奶     | 高村章子   |
| 幼年時期的大雄 | 大本真基子 |
| 幼年時期的靜香 | 佐久間玲   |
| 幼年時期的小夫 | 關智一     |
| 幼年時期的胖虎 | 鲸         |

## 主題曲
| 歌曲                     | 作詞     | 作曲     | 編曲                      | 演唱                  |
| ------------------------ | -------- | -------- | ------------------------- | --------------------- |
| 讓我們擁抱（ハグしよう） | 武川行秀 | 武川行秀 | 武川行秀、That's on Noise | 武川行秀、T's COMPANY |

## 登场道具
- 时光机
- 穿透環

## 外部資料
- （英文）大雄的懷念奶奶 （页面存档备份，存于） （動漫新聞網）
- 豆瓣电影上《令人懷念的嫲嫲》的資料 （简体中文）